# Холодов, Владимир Петрович
Владимир Петрович Холодов — советский хозяйственный и государственный деятель, Герой Социалистического Труда.

## Биография
Родился в 1930 году в селе Никольское. Член КПСС.
В 1947—1951 — слесарь на 8-м Государственном подшипниковом заводе в городе Харькове Украинской ССР.
В 1951—1955 — военнослужащий Советской армии.
В 1955—1992 — слесарь-сборщик, бригадир слесарей-сборщиков Харьковского завода «Электротяжмаш» имени В. И. Ленина Министерства электротехнической промышленности СССР.
Указом Президиума Верховного Совета СССР от 12 мая 1977 года присвоено звание Героя Социалистического Труда с вручением ордена Ленина и золотой медали «Серп и Молот».
Делегат XXVI съезда КПСС.
Умер в 2000 году в Харькове.

## Награды и звания
- Герой Социалистического Труда (12.05.1977)
- Орден Ленина (08.08.1966; 12.05.1977)